# 拉森港
拉森港，是英國海外領土南喬治亞與南桑威奇群島的海港，位於南喬治亞島東南端，處於納特里斯角西北面4公里，長4.2公里，由德國探險隊繪入地圖。拉森港由縮進的火山岩和片狀堤壩組成，被稱為拉森港組（Larsen Harbour Formation），是德里加爾斯基港的一個分支。1911-1912年，威廉·菲爾希納率領的第二次德國南極探險隊繪製了地圖，以挪威探險家卡爾·安東·拉森船長的名字命名，以纪念他為南極洲的探索做出了重大貢獻和歐洲大陸首次發現化石而獲得了皇家地理學會的資助的贡献。拉森也被認為是南極捕鯨業和南喬治亞州格裡特維肯的定居和捕鯨站的創始人。
歐內斯特·沙克爾頓爵士的攝影師弗蘭克·赫爾利（Frank Hurley）將接近內陸港口周圍的山峰描述為“最美麗的，甚至超越了米爾福德峽灣（most beautiful and exceeding all in grandeur even that of Milford Sound）”。Niall Rankin探險隊在信天翁號（Albatross）上度過了一段時間，在前往埃斯本森灣之前，他們研究了韋德爾氏海豹的棲息地。
該地區沒有老鼠，这使南極鷚等物種以及穴居海燕和朊病毒茁壯成長。這裡的山脈与大海之间陡峭，冰川流入大海。

## 命名名称
哈希島（Hash Island）位於港的入口處。1911-1912年，德國南極探險隊粗略調查它，可能由發現調查人員在1927年重新調查它時命名。
威廉姆斯灣（Williams Cove）是拉森港北的一個小海灣，入口的南端稱為Scoresby Point。這兩個名字首次出現在1929年的英國海軍部海圖上。
克拉拉山和諾曼山位於拉森港以南的內陸，邦納海灘位於港口的南岸。